# A Vida Invisível
A Vida Invisível é um filme português de drama, realizado por Vítor Gonçalves e produzido pela Rosa Filmes. Teve a sua apresentação mundial no 8º Festival de Cinema de Roma. Esteve também presente no 43º Festival Internacional de Cinema de Roterdão, na seleção Spectrum.

## Sinopse
O filme segue a vida interior de Hugo, um funcionário público de meia idade que vive à noite e passa a grande parte do seu tempo no seu local de trabalho: o palácio do Terreiro do Paço em Lisboa, carregado do simbolismo de ter sido o local de onde outrora foi govenado o império português, hoje em dia um espaço decadente e abandonado. Obcecado com os filmes de 8 milímetros que inesperadamente descobriu nos pertences de António, o seu recém-falecido superior, Hugo relembra o dia em que este lhe anunciou durante uma reunião que estava a morrer. Estas memórias irão inesperadamente despertar em Hugo outras, mais antigas, do dia em que viu pela última vez Adriana, o seu último amor, que vive hoje em dia noutro país.

## Elenco
| Ator             | Papel            |
| ---------------- | ---------------- |
| Filipe Duarte    | Hugo             |
| Maria João Pinho | Adriana          |
| João Perry       | António          |
| Pedro Lamares    | Sandro           |
| Susana Arrais    | Enfermeira Paula |